# NGC 4997
NGC 4997 (другие обозначения — MCG -3-34-5, PGC 45667) — галактика в созвездии Дева.
Этот объект входит в число перечисленных в оригинальной редакции «Нового общего каталога».